# 地球は歌う
地球は歌う（ちきゅうはうたう）は、NHKで2000年3月27日から2007年3月30日まで放送されていた音楽番組である。

## 概要
地球上のさまざまな地域の音楽を、その土地の風土や暮らしとともに紹介する音楽ドキュメンタリー。
現地録音による生きた音源とハイビジョンによる質感あふれる映像で構成する。
NHKBShiで先行放送されていた（2006年度はNHK教育のみの放送）。

## 出演者
- 上川隆也 - ナレーション

## 放送時間
NHK総合テレビ
- 2000年度：月曜日 23:40 - 23:45

NHK教育テレビ
- 2001 - 2002年度：土曜日 18:55 - 19:00
- 2003年度：土曜日 21:55 - 22:00
- 2004 - 2006年度：金曜日 05:55 - 06:00